# 北沙帕达
北沙帕达是巴西米纳斯吉拉斯州的一个市镇。总面积827.958平方公里，总人口15449人，人口密度18.7人/平方公里。